# 주영훈 (1956년)
주영훈(朱英訓, 1956년 ~ )은 대한민국 대통령 경호처장(2017년 5월~2020년 5월)이다.

## 생애
한국외국어대학교를 학사 학위하고, 1984년 전두환 정부 때 청와대 경호실 공채를 통해 경호관으로 임용되어 보안과장과 인사과장, 경호부장 등 경호실 내 핵심 보직을 두루 역임했다.
2003년 2월 25일부터 2008년 2월 24일까지 노무현 정부에서 대통령경호실 안전본부장을 지냈다.
2017년 5월 11일 문재인 정부에서 대통령경호실장에 임명되었다.
2017년 7월 정부조직 개편에 따라 대통령경호실장에서 대통령경호처장으로 바뀌면서 장관급에서 차관급으로 격하되었다.

## 학력
- 한국외국어대학교 아랍어학과
- 한국방송통신대학교 문화교양학과 4학년
- 연세대학교 행정대학원